# Nombre premier permutable
En arithmétique, un nombre premier permutable est un nombre premier qui, dans une base donnée, reste premier après n'importe quelle permutation de ses chiffres. Cette définition a été proposée par Bill Gosper en 2003.

## Exemples et contre-exemples
Trivialement:
- un nombre à un seul chiffre est un nombre premier permutable dès qu'il est premier ;
- un nombre répunit Rn(b) — constitué de n fois le chiffre 1 — est un nombre premier permutable dès qu'il est premier ;
- si n est un nombre composé, Rn(b) n'est pas premier — donc pas premier permutable ;
- un nombre uniforme non répunit à au moins deux chiffres — constitué de n (≥ 2) fois un chiffre > 1 — n'est jamais premier (il est divisible par Rn(b)) donc n'est jamais un nombre premier permutable ;
- un nombre à au moins deux chiffres et dont au moins l'un des chiffres a un facteur premier p commun avec la base n'est jamais premier permutable (les permutés dans lesquels ce chiffre est le chiffre des unités sont divisibles par p). Par exemple en base deux, les nombres de Mersenne premiers sont les seuls premiers permutables et plus généralement en base paire — comme la base dix ou seize — un nombre > 2 ayant au moins un chiffre pair n'est pas premier permutable.

## Premiers permutables selon les bases
En base dix, les 26 plus petits nombres premiers permutables sont 2, 3, 5, 7, 11, 13, 17, 31, 37, 71, 73, 79, 97, 113, 131, 199, 311, 337, 373, 733, 919, 991, R19, R23, R317 et R1 031 (suite A003459 de l'OEIS), c'est-à-dire les 16 nombres suivants et leurs permutés : 2, 3, 5, 7, R2, 13, 17, 37, 79, 113, 199, 337, R19, R23, R317 et R1 031.
Il est conjecturé que tout autre nombre premier permutable est uniforme, donc répunit premier, et qu'il en existe une infinité. Une conjecture analogue a été proposée dans les autres bases ; en base 2 cela revient à se demander s'il existe une infinité de nombres de Mersenne premiers.

## Sources
1. 1 2 3 4 5 6  Jean-Paul Delahaye, « Des nombres premiers robustes ou délicats », Pour la Science, no 526,‎ août 2021, p. 80-85 (lire en ligne).